# Sherman Oaks (Los Angeles)
Sherman Oaks er en bydel i San Fernando Valley i Los Angeles i den amerikanske delstat Californien. Bydelen omfatter en del af Santa Monica Mountains, hvilket givet Sherman Oaks en mindre befolkningstæthed end de fleste andre områder i Los Angeles.
Bydelen blev grundlagt i 1927 og blev udviklet af Moses Sherman Sherman havde også udviklet Los Angeles Pacific Railroad.